# Villemoisan
Villemoisan és un municipi francès situat al departament de Maine i Loira i a la regió de País del Loira. L'any 2007 tenia 583 habitants.

## Demografia

### Població
El 2007 la població de fet de Villemoisan era de 583 persones. Hi havia 217 famílies de les quals 50 eren unipersonals (25 homes vivint sols i 25 dones vivint soles), 71 parelles sense fills i 96 parelles amb fills.
La població ha evolucionat segons el següent gràfic:
Habitants censats

### Habitatges
El 2007 hi havia 256 habitatges, 219 eren l'habitatge principal de la família, 23 eren segones residències i 14 estaven desocupats. 251 eren cases i 5 eren apartaments. Dels 219 habitatges principals, 166 estaven ocupats pels seus propietaris, 49 estaven llogats i ocupats pels llogaters i 3 estaven cedits a títol gratuït; 2 tenien una cambra, 8 en tenien dues, 25 en tenien tres, 61 en tenien quatre i 122 en tenien cinc o més. 179 habitatges disposaven pel capbaix d'una plaça de pàrquing. A 97 habitatges hi havia un automòbil i a 109 n'hi havia dos o més.

### Piràmide de població
La piràmide de població per edats i sexe el 2009 era:
| Homes | Edats   | Dones |
| ----- | ------- | ----- |
| 0     | 95 o +  | 0     |
| 0     | 90 a 94 | 0     |
| 0     | 85 a 89 | 0     |
| 4     | 80 a 84 | 8     |
| 16    | 75 a 79 | 20    |
| 0     | 70 a 74 | 16    |
| 16    | 65 a 69 | 12    |
| 16    | 60 a 64 | 8     |
| 4     | 55 a 59 | 0     |
| 24    | 50 a 54 | 16    |
| 12    | 45 a 49 | 20    |
| 8     | 40 a 44 | 8     |
| 20    | 35 a 39 | 12    |
| 24    | 30 a 34 | 24    |
| 20    | 25 a 29 | 16    |
| 12    | 20 a 24 | 12    |
| 8     | 15 a 19 | 16    |
| 8     | 10 a 14 | 12    |
| 12    | 5 a 9   | 40    |
| 12    | 0 a 4   | 8     |

## Economia
El 2007 la població en edat de treballar era de 353 persones, 259 eren actives i 94 eren inactives. De les 259 persones actives 241 estaven ocupades (127 homes i 114 dones) i 18 estaven aturades (8 homes i 10 dones). De les 94 persones inactives 35 estaven jubilades, 29 estaven estudiant i 30 estaven classificades com a «altres inactius».

### Ingressos
El 2009 a Villemoisan hi havia 237 unitats fiscals que integraven 635 persones, la mediana anual d'ingressos fiscals per persona era de 16.291 €.

### Activitats econòmiques
Dels 16 establiments que hi havia el 2007, 1 era d'una empresa extractiva, 7 d'empreses de construcció, 2 d'empreses de comerç i reparació d'automòbils, 1 d'una empresa de transport, 2 d'empreses de serveis, 1 d'una entitat de l'administració pública i 2 d'empreses classificades com a «altres activitats de serveis».
Dels 8 establiments de servei als particulars que hi havia el 2009, 1 era un taller de reparació d'automòbils i de material agrícola, 1 guixaire pintor, 2 fusteries, 2 lampisteries, 1 electricista i 1 perruqueria.
L'any 2000 a Villemoisan hi havia 47 explotacions agrícoles que ocupaven un total de 1.350 hectàrees.

## Equipaments sanitaris i escolars
El 2009 hi havia una escola elemental.

## Poblacions més properes
El següent diagrama mostra les poblacions més properes.